# Alien Crystal Palace
Pour plus de détails, voir Fiche technique et Distribution.
Alien Crystal Palace est un film français (qualifié de « tragédie musicale » par sa réalisatrice), coécrit et réalisé par Arielle Dombasle, sorti en 2018.

## Synopsis
Hambourg, un savant fou immortel (Michel Fau), travaillant pour le compte du dieu Horus (Jean-Pierre Léaud) essaie de recréer le couple parfait, celui qui ne ferait plus qu'un et qu'il appelle « L'Androgyne », l'amour parfait. Après avoir échoué dans ses expériences, il semble enfin avoir trouvé les êtres parfaits : Dolorès Rivers (Arielle Dombasle) et Nicolas Atlante (Nicolas Ker).
Dolorès est une réalisatrice qui entreprend le tournage d'un film dans lequel Nicolas Atlante, rockeur maudit et alcoolique récemment quitté par sa femme (Asia Argento) doit écrire et composer la musique, pendant que deux jeunes premiers assurent les rôles principaux. Mais ce n'est qu'un prétexte savamment orchestré par trois faux producteurs à la solde de Hambourg pour les réunir en Égypte et ainsi reformer l'Androgyne.

## Fiche technique
- Titre original : Alien Crystal Palace
- Réalisation : Arielle Dombasle
- Scénario : Florian Bernas, Arielle Dombasle, Jacques Fieschi et Nicolas Ker
- Direction artistique : Vincent Darré
- Costumes : Marie Beltrami
- Photographie : Élie Girard
- Son : François Mallebay
- Montage : Coralie Rubio
- Musique : Nicolas Ker
- Production : Mathieu Bompoint et Vincent Roget
- Sociétés de production : Mezzanine Films et Same Player
- Société de distribution : Orange Studio
- Pays d'origine :  France
- Langues originales : français, anglais, italien et arabe
- Genre : thriller musicale
- Durée : 97 minutes (1 h 37)
- Dates de sortie :
  - France : 25 août 2018 (Festival d'Angoulême) : 23 janvier 2019 (sortie nationale)

## Distribution
- Nicolas Ker : Nicolas Atlante
- Arielle Dombasle : Dolorès Rivers
- Michel Fau : Hambourg
- Asia Argento : Sybille, l'épouse de Nicolas
- Zoé Le Ber : Yasmine, la jeune actrice
- Joséphine de La Baume : Lauriane, l'assistante de Dolorès
- Théo Hakola : le détective
- Julian de Gainza : William
- Ali Mahdavi : l'un des trois producteurs
- Christian Louboutin : l'un des trois producteurs
- Thaddaeus Ropac : Thaddaeus, l'un des trois producteurs
- Dominik Wojcik : Octave, le manager de Nicolas
- Yaz Bukey : Yaz Bukey
- Vanessa Allard : Peggy Love
- Joana Preiss : Barberey
- Jean-Pierre Léaud : le Dieu Horus

## Production

### Genèse et développement
Le projet est né dans le prolongement de la collaboration entre Arielle Dombasle et Nicolas Ker pour l'album La Rivière Atlantique.
Arielle Dombasle considère que son film n'est « pas un film intello » et parle d'« un film qui est flamboyant, qui est burlesque ». Elle le décrit comme « inspiré par ces films des années 70-80 [...], tout ce cinéma italien de peur, tous les Giallo, et c'est aussi un hommage à l'esthétique de Dario Argento, et c'est un film lynchéen aussi, quelque chose qui nous fait entrer dans le mystère des êtres ». Elle ajoute : « j'aime le fantastique, j'aime Marvel ». Pour Nicolas Ker, « le film est l'équivalent de l'album de The Cure, Disintegration ».

### Musique
La bande originale du film a été écrite et composée par Nicolas Ker et Nicolas Villebrun. Elle incorpore également des chansons issues des précédents projets de Nicolas Ker comme Opera (« Horse », « Prince of Darkness » et « Soft Pills » ; titres écrits et composés par Nicolas Ker et Vincent Gild).

## Accueil

### Festival et sorties
Le film a été présenté pour la première fois au public le 25 août 2018 dans le cadre du Festival du film francophone d'Angoulême devant une salle comble. 
Une première bande-annonce est diffusée sur internet fin août 2018, particulièrement baroque et décrite comme « turbo-crado » par Écran Large, qui y voit « la crème du nanar atomique ».
Le film sort en salles le 23 janvier 2019.

### Critiques
Le film est reçu plutôt froidement par la critique et obtient une note critique moyenne de 2,2/5 selon le site Allociné.
Tout en soulignant la dimension nanarde assumée (et en distribuant des notes en conséquence), les critiques montrent toutefois une certaine sympathie pour l'originalité et l'aspect improbable du film : ainsi pour Murielle Joudet du Monde, « Alien Crystal Palace procure un plaisir d'un autre temps et interpelle par ses airs d'innocente série Z qui n'a pas peur du ridicule ». Pour Philippe Guedj du Point, « Cet ovni pulvérise toutes les frontières de l'inexplicable. (…) Malgré leur passion réciproque, les deux sujets de l'expérience peinent hélas à partir du bon pied » ; et pour la rédaction du Figaro, « Pour du kitsch, c'est du kitsch. Trônent Jean-Pierre Léaud en Dieu égyptien, Michel Fau en savant fou. Après, musicien camé, réalisatrice folle de son corps, crimes et détective, ésotérisme à deux balles et coucheries artistiques pour magazine de luxe. Garanti tout en toc ». Certains comme Félix Lemaître de Brain Magazine ne goûtent cependant pas la plaisanterie, et voient dans ce film ni plus ni moins qu'« une pub Cacharel tournée par Marc Dorcel, un cauchemar de bourgeoise sous codéine, une sitcom AB Productions qui se prend pour un film de Dario Argento ».
Pour Philippe Bresson de France Culture, le film est « obsessionnel et gothique, foutraque et romantique sur la maladie d'Amour [...] porté par les compositions déchirées/déchirantes de Monsieur Nicolas Ker et complices. ».
Le site spécialisé Nanarland lui a consacré une longue critique, voyant dans ce film « la puissance du nanar d’auteur à la française », « à la fois très personnel, très raté et surtout raté d’une manière très personnelle », où « Tout est cheap et moche » : « Pour un quatrième film en tant que réalisatrice, on est étonné de l’amateurisme qui se dégage d’un ensemble brinquebalant à tous les niveaux ». 
Le magazine Transfuge salue cependant le film en le qualifiant de « petite merveille », tout comme le magazine Technikart qui le considère comme déjà « culte » : « Alien Crystal Palace ose tout et n'a peur de rien. [...] Un trip sous LSD guidé par la sublime Arielle Dombasle. [C'est] le film le plus psychédélique de ce nouveau millénaire ».
Le magazine Vainty Fair salue le film où Arielle Dombasle « fait aussi revivre l'esprit d'autres soirées, celles du Palace ».
Le site de la revue La Règle du Jeu (appartenant à Bernard-Henri Lévy, époux d'Arielle Dombasle), fait un éloge dithyrambique du film : « Arielle est l’esthétique faite femme. Les femmes, ici, sont parfaitement belles, les paysages sont parfaitement magnifiques. Arielle court comme une gazelle, un guépard, une panthère de Somalie. Les silhouettes, les costumes, les photos, les décors sont intelligents, cultivés, savants. Tel est le monde d’Arielle, nous dit la réalisatrice qu’elle incarne ».
« Arielle Dombasle a formé une filmographie des plus étranges et improbables », selon Marcos Uzal dans Libération. « Il y a là une indéniable vitalité et un enthousiasme de bricoleur qui, si on en accepte la part délirante, procure un plaisir devenu plutôt rare : celui d’assister au déploiement d’une joie créatrice. »

### Box office
Au terme de son exploitation en salles, le film cumule 2 236 entrées en France.

### Documentation
- Dossier de presse Alien Crystal Palace